# 語りの劇場 グッとライフ
『語りの劇場 グッとライフ』（かたりのげきじょう グッとライフ）は、NHKラジオ第1放送で2013年4月8日から2017年3月13日まで放送されたラジオ番組である。前身番組『ナイスゲーム〜言葉で伝える名勝負』についても記述する。

## 概要
2012年度にラジオ第1で放送された、特集番組『ナイスゲーム〜言葉で伝える名勝負』をさらに充実させ、レギュラー番組化。2013年度はスポーツの名勝負だけでなく、文化人や芸能人などの幅広い分野の人物を取り上げ、本人や関係者を招いて生き様やその人生の“ターニングポイント”や“グッとくるエピソード”を山田雅人が自分で取材し、それを元に構成した、いわゆる「かたり」で紹介し、人生のヒントになるようなメッセージを伝えるものである。
2017年3月13日に放送された最終回スペシャルをもって終了。
番組スタッフ　PD森居真之　PD皆川文彦　構成・望月潤一郎

### ナイスゲーム〜言葉で伝える名勝負
いずれもNHKラジオ第1で生放送。放送日時は日本標準時。ゲストトークと、山田雅人によるスポーツの再現ラジオドラマで構成される。
| 放送日時              | 番組名                                          | テーマ                                                     | ゲスト                         |
| --------------------- | ----------------------------------------------- | ---------------------------------------------------------- | ------------------------------ |
| 2011年9月19日18:05 -  | ナイスゲーム〜言葉で伝えるプロ野球名勝負〜      | 江夏の21球 天覧試合、10.19ロッテ・近鉄                     | 阿波野秀幸                     |
| 2012年3月20日19:20 -  | ナイスゲーム 言葉で伝えるスポーツ名勝負 春編    | マラソン高橋尚子物語 津田恒実物語                          | 山本志保、増田明美、池谷公二郎 |
| 2012年8月17日20:05 -  | ナイスゲーム 言葉で伝えるスポーツ名勝負 夏編    | 沢村栄治物語 江夏の21球                                    | 江夏豊                         |
| 2012年11月10日19:20 - | ナイスゲーム 言葉で伝えるスポーツ名勝負 in 大阪 | ラグビー青春物語 1985阪神優勝                              | 吉田義男、荒木美和             |
| 2012年12月31日17:05 - | ナイスゲーム 〜言葉で伝えるスポーツ名勝負〜冬編 | バレーボール ロンドンオリンピック 2012プロ野球日本シリーズ | 大林素子                       |

## 放送時間
- 隔週月曜日 21:05 - 21:55（JST）

## 出演者
- 山田雅人
- 唐橋ユミ